# Итанж, Шарль
Шарль-Юбе́р Ита́нж (фр. Charles-Hubert Itandje; 2 ноября 1982, Бобиньи) — французский и камерунский футбольный вратарь. Выступал за молодёжную сборную Франции до 21 года, с 2013 по 2014 год играл за сборную Камеруна. Известен своими танцевальными па, которыми он пытается смутить оппонента в серии пенальти.
Его родители являются выходцами из Камеруна. Капитан сборной Камеруна Ригобер Сонг однажды сказал об Итанже в интервью французскому Canal Plus так: «У это парня есть чувство ритма».
В 2006 году его имя находилось в списке кандидатов в первую сборную Франции.

## Биография
Итанж был подписан «Ливерпулем» 9 августа 2007 года. Главный тренер команды Рафаэль Бенитес взял его в качестве сменщика основного голкипера «красных» Пепе Рейны. Бенитесу пришлось срочно искать вратаря, так как Ежи Дудек 1 июля 2007 года покинул «Ливерпуль» и перешёл в «Реал Мадрид», Даниэле Паделли, проведший вторую половину предыдущего сезона в «Ливерпуле», своей игрой тренерский штаб «красных» не впечатлил и вернулся обратно в «Сампдорию», а Скотт Карсон неожиданно попросил отправить его в годичную аренду в «Астон Виллу».
Итанж дебютировал в первой команде «Ливерпуля» 25 сентября в матче Кубка лиги против «Рединга», в котором его клуб выиграл со счётом 4:2 благодаря голу Йосси Бенаюна и хет-трику Фернандо Торреса. Вторым матчем для него стал также поединок на Кубок лиги, на этот раз против «Кардифф Сити». В третий раз в этом турнире Итанж вышел на матч против «Челси» на «Стэмфорд Бридж», в котором «Ливерпуль» уступил со счётом 0:2, несмотря на блестящую игру французского вратаря.
Шарль Итанж стоял на воротах и в четырёх матчах «Ливерпуля» в Кубке Англии — в двух играх Третьего раунда против «Лутон Таун» (1:1 и 5:0 в переигровке), а также в поединке Четвёртого раунда против любительского клуба «Хэйвент энд Ватерлувилл» (5:2). Последним для него выходом на поле в составе «Ливерпуля» стала игра Пятого раунда Кубка Англии против «Барнсли» на «Энфилде», в котором «Ливерпуль» неожиданно уступил 1:2.
Летом 2008 года Шарль намеревался уйти из «Ливерпуля», тем более, что на его место клуб пригласил Диего Кавальери, но ни один из возможных переходов француза (в числе наиболее вероятных покупателей назывались «Галатасарай» и «Пари Сен-Жермен») так и не состоялся. В сезоне 2008/09 он продолжал числиться в команде, однако его шансы пробиться в состав даже на матч Кубка лиги были невелики, а в заявке клуба на Лигу чемпионов среди имён четырёх вратарей его фамилии не было.
В апреле 2009 года имя Итанжа оказалось в центре скандала, когда на церемонии, посвящённой двадцатой годовщине трагедии на «Хиллсборо», Шарль продемонстрировал полное неуважение к памяти погибших 15 апреля 1989 года людей, пытаясь рассмешить партнёров по команде. В итоге французский вратарь был на некоторое время отстранён от тренировок, а клуб начал внутреннее расследование инцидента. Этот эпизод подвёл окончательную черту под карьерой Итанжа в «Ливерпуле», так как стало очевидно, что играть за «красных» дальше он точно не будет.
30 августа 2009 года появились сообщения о том, что Итанж может перейти в греческую «Кавалу», но не сообщалось, будет ли это трансфер на постоянной основе или аренда сроком на весь сезон. 8 декабря официальный сайт английского клуба сообщил о прекращении контракта с французским голкипером, который подписал соглашение на два с половиной года с греческим «Атромитосом», чьим игроком официально станет 1 января 2011 года.
В конце 2017 года был выставлен на трансфер.